# تشارلز إل. باتس
تشارلز إل. باتس هو سياسي أمريكي، ولد في 16 فبراير 1942 في هارتفورد في الولايات المتحدة. نشط حزبياً في الحزب الديمقراطي. وقد انتخب عضو مجلس ولاية أوهايو ‏.